# Clytorhynchus pachycephaloides
Clytorhynchus pachycephaloides é uma espécie de ave da família Monarchidae.
Pode ser encontrada nos seguintes países: Nova Caledónia e Vanuatu.
Os seus habitats naturais são: florestas subtropicais ou tropicais húmidas de baixa altitude.